# Deniz börülcesi salatası

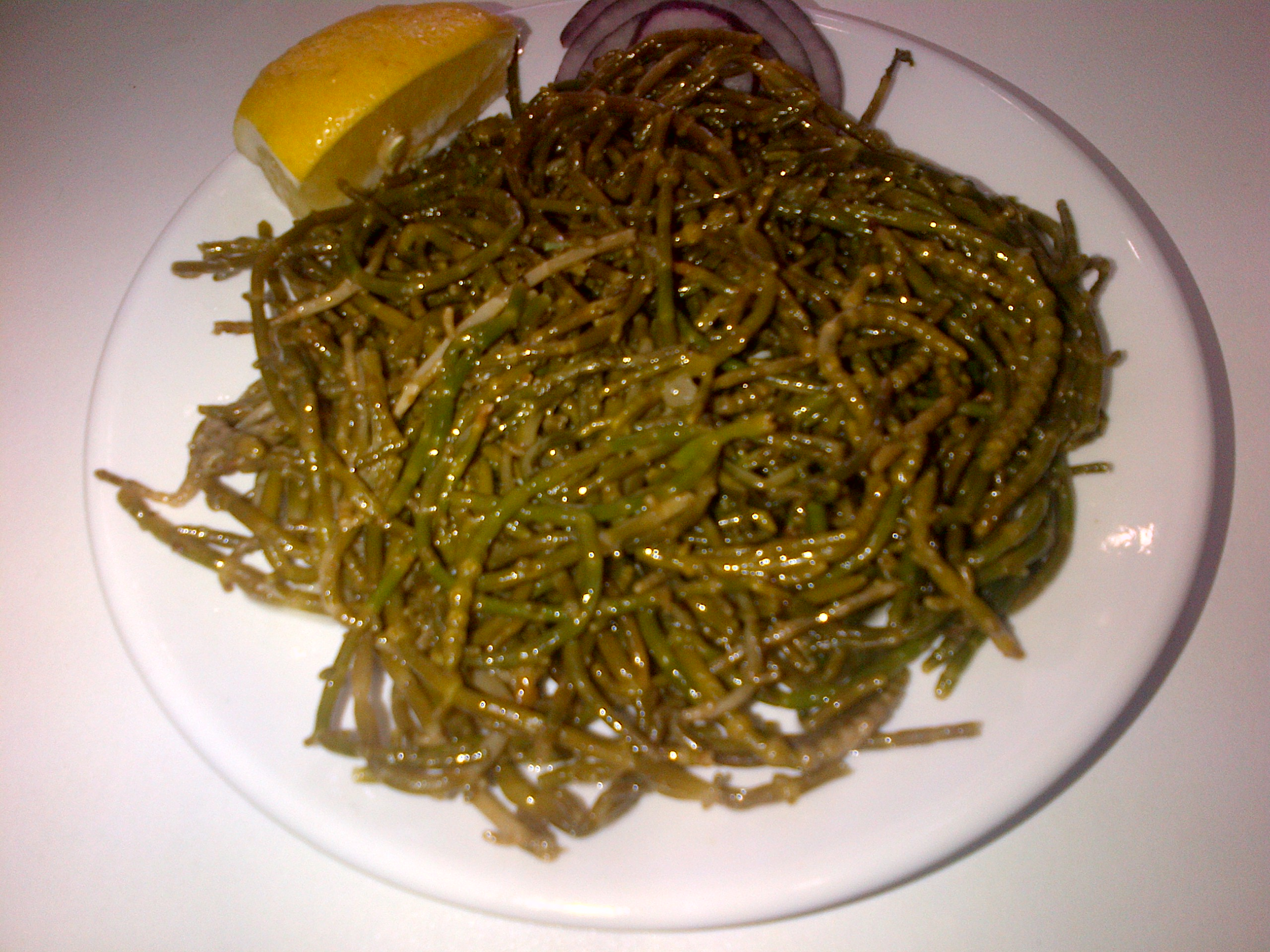
Deniz börülcesi salatası o amanida d'herba salada.

Deniz börülcesi salatası (turc per amanida d'herba salada) és una amanida turca feta amb herba salada (Salicornia europaea) com a ingredient bàsic, oli d'oliva, all, suc de llimona i sal.
És un plat de la categoria "plats de Girit" (Girit yemekleri) que existeix a la cuina turca. Es tracta dels plats fets famosos pels refugiats turcs de l'illa de Creta (Grècia) que van haver d'immigrar a Turquia després de la guerra greco-turca.
Aquest amanida també té una versió amb iogurt (yoğurtlu deniz börülcesi salatası), amb koruk (raïm no madur en turc) o amb tarator que es menja generalment com un meze al costat del rakı.